# Синдром Рассела — Сильвера
Синдро́м Рассе́ла-Си́львера (карликовость Рассела-Сильвера) — комплекс наследственных аномалий (предполагается аутосомно-доминантный тип наследования) врождённый карликовый рост в результате нарушений эмбрионального развития: малая масса тела при рождении, низкий рост, задержка общего развития, треугольное лицо, опущенные вниз уголки рта, укороченные и согнутые пальцы рук, синдактилия.

## История
Впервые заболевание описано в середине прошлого века.

## Эпидемиология
Частота в популяции 1:300 000. Встречается в большинстве случаев спорадически, однако описаны и единичные родословные с данной патологией. Является не наследственной патологией, хотя известны единичные случаи. Передается с дефектными генами.

## Клиническая картина
Основные проявления: пренатальная (внутриутробная) задержка роста, асимметрия тела, значительное отставание массы тела от нормы, клинодактилия V пальца, псевдогидроцефалия, треугольное лицо, крипторхизм, гипогликемия, повышенный уровень ЛГ и ФСГ.
Дети рождаются небольшой длины (до 45 см) и с малой массой тела (1,5—2,5 кг). Также наблюдались задержки в развитии. С годами отставание в росте сохраняется, в связи с чем окончательный рост у женщин менее 150 см, у мужчин немногим выше 150 см. Масса тела у взрослых нормальная или даже избыточная. Часты аномалии наружных половых органов: крипторхизм, гипоспадия, гипоплазия полового члена, мошонки. Характерна асимметрия тела (лицо, туловище, длина ног). Лицо треугольной формы: псевдогидроцефалия, большой лоб и гипоплазия нижней челюсти, высокое нёбо, нередко с расщелиной, оттопыренные уши. Клинодактилия V пальцев за счёт девиации дистальной фаланги, узкая грудная клетка, короткие руки, поясничный лордоз.
Часто аномалии мочевыделительной системы. В литературе описаны случаи сочетания карциномы печени и данного синдрома. Интеллект обычно нормальный.

## Диагностика
Основывается на характерной клинической симптоматике.

## Лечение
Симптоматическое.